# Arawa (Papua-Neuguinea)
Arawa ist eine Stadt in Papua-Neuguinea, in der autonomen Region Bougainville auf der Insel Bougainville, der nördlichsten der Salomonen-Inseln. Sie liegt ca. 990 km von Port Moresby, der Hauptstadt Papua-Neuguineas, entfernt.
Im Bougainville-Konflikt wurde die Stadt beinahe komplett zerstört, weshalb ihre Funktion als Hauptstadt aufgegeben wurde und diese nach Buka verlagert wurde. Arawa hatte 36.443 Einwohner (Zählung im Jahr 2000, 1980 waren es 12.623) und 2011 lebten in der Stadt noch 2769 Menschen.
Arawa verfügt über ein Gesundheitszentrum und Bank.